# Ян Ялоха
Ян Ялоха (пол. Jan Jałocha; нар. 18 липня 1957, Ґольковиці, Польща) — польський футболіст, виступав на позиції правого захисника. Виступав за збірну Польщі, бронзовий призер чемпіонату світу 1982 року.

## Клубна кар'єра
Ян Ялоха розпочав свою кар'єру в 17-річному віці в краківській «Віслі». У 1978 році став чемпіоном Польщі. Це досягнення так і залишилося єдиним в його кар'єрі. За «Віслу» Ялоха виступав до 1986 року, коли команда вже опустилася до другої ліги, за цей час він зіграв 214 матчів у вищій лізі і забив в них 19 голів. 
У 1986 році виїхав до Німеччини, де підписав контракт з «Аугсбургом», в якому відіграв два сезони. Після цього два сезони провів у клубі «Байройт», який тоді виступав у другій Бундеслізі. З 1990 по 1995 рік захищав кольори «Айнтрахту» (Трір). Після цього виступав у нижчолігових клубах «Трір» та «Креттнах». По завершенні сезону 2007 року вирішив завершити кар'єру футболіста.

## Кар'єра в збірній
У збірній Польщі Ян Ялоха дебютував 2 травня 1981 року в відбірковому матчі чемпіонату світу 1982 року зі збірною НДР, який завершився перемогою поляків з рахунком 1:0. Вже наступного року Ялоха відправився на чемпіонат світу, він розпочав турнір як основний гравець, але на 26-й хвилині третього матчу групового етапу з перуанцями отримав травму і вибув до кінця турніру. В першій команді Яна замінив Марек Дзюба. На тому чемпіонаті поляки завоювали бронзові медалі, обігравши в матчі за третє місце збірну Франції з рахунком 3:2. Свій останній виступ за збірну Ялоха мав 4 вересня 1985 року в товариському матчі зі збірною Чехословаччини, той матч завершився поразкою поляків з рахунком 1:3. Всього ж за збірну Ян Ялоха зіграв 28 матчів і відзначився 1 голом.

## Особисте життя
Проживає в Трірі з дружиною Барбарою, дочкою Домінікою та онукою Амелією, виступає в змаганнях серед ветеранів.

## Статистика

### У збірній
Загалом: 28 матчів / 1 гол; 13 перемог, 7 нічиїх, 8 поразок.

## Досягнення
«Вісла» (Краків)
- Перша ліга Польщі
  -  Чемпіон (1): 1978
  -  Срібний призер (1): 1981
  -  Бронзовий призер (1): 1976

- Кубок Польщі
  -  Фіналіст (2): 1979, 1984

збірна Польщі
- Чемпіонат світу
  -  Бронзовий призер (1): 1982

- Кубок Неру
  -  Володар (1): 1984